# Ibănești (Vaslui)
Ibăneşti é uma comuna romena localizada no distrito de Vaslui, na região de Moldávia. A comuna possui uma área de 41.54 km² e sua população era de 1574 habitantes segundo o censo de 2007.